# 木曽住宅
木曽住宅（きそじゅうたく）は、東京都町田市にある東京都住宅供給公社（JKK東京）の住宅団地。

## 概要
敷地は町田市木曽東4丁目の一部で、町田街道を挟んで西に境川住宅、北と東に町田木曽住宅イ街区が隣接するが、町田木曽住宅及び近隣の町田山崎団地と比べると規模が若干小さい。1963年（昭和38年）12月に第1次、1965年（昭和40年）2月に第2次造成が行われた。総戸数は904戸で、全棟が賃貸住宅である。

### 木曽住宅と町田木曽住宅
同じJKK東京の集合住宅群で、不動産会社等では事実上、町田木曽住宅（又は便宜上、木曽団地）として一体的に運用されているように見えるが、実際には町田木曽住宅と木曽住宅は隣接する別区画という事になっていて、両地区は道路を隔てて向かい合って建っているが、町田木曽住宅ロ街区のみ木曽住宅側に建てられている。町田木曽住宅は地区毎に「イロハ」で分かれておりそれぞれが「街区」という名称を用いているが、木曽住宅は特にその様な表記を用いていない事から区分けは無いと思われる。
同じJKK東京管轄でありながら管理事務所が別々に設けられており、またそれぞれの区画の案内板や掲示板の名称が分けられている事やHP上でも別で紹介されている（JKK東京のHPでは一般賃貸‐町田市 町田木曽と一般賃貸‐町田市 木曽(「木曽」の前に「町田」が付くか否か)で別々になっている）等から町田木曽住宅と木曽住宅は明確に別地区として扱われていると考えられる。
尚、JKK東京のHPに依れば、木曽住宅の方が町田木曽住宅よりも数年先に造成開始されている（木曽住宅 ‐ 1963年、町田木曽住宅 ‐ 1969年）

## 施設

### 商業施設等
- 三和木曽店 - Odakyu OX木曽店跡地を改修して出店。
- きらぼし銀行町田木曽支店（団地外）
- デイサービスラスベガス町田木曽 ‐ 町田市木曽東4丁目にある日本シニアライフ(株)が運営するデイサービス施設。施設名称は「町田木曽」だが木曽住宅の側にある。

### その他
- 都道47号八王子町田線 - 八王子市から町田市へと至る都道。この道路を境として事実上の町田木曽住宅と木曽住宅の地区境界となる。